# Os Dois Cavalheiros de Verona

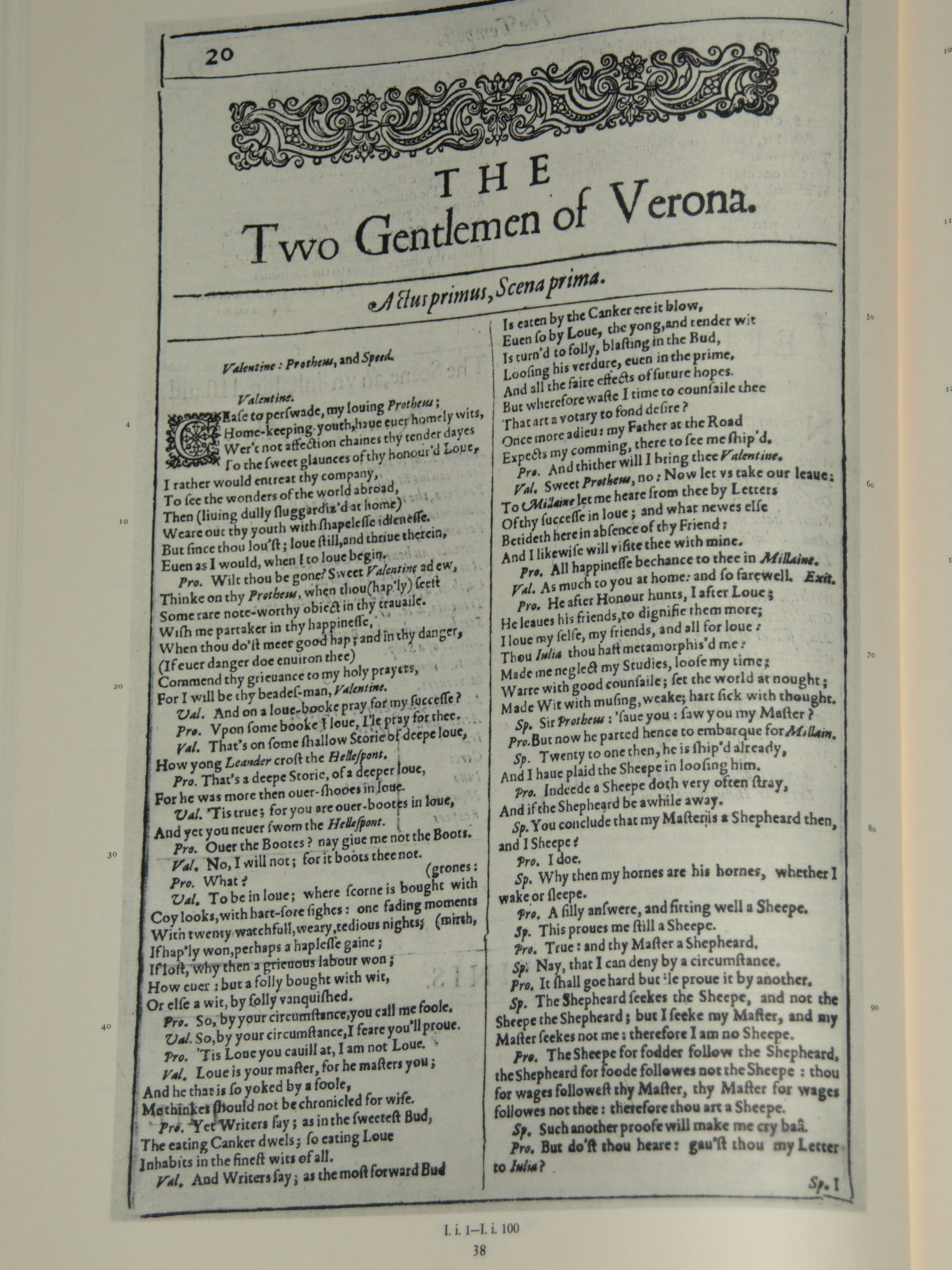
Facsimile da primeira página de Os Dois Cavalheiros no First Folio de 1623.

Os Dois Cavalheiros de Verona (The Two Gentlemen of Verona, no original em inglês) é uma das primeiras comédias de William Shakespeare. De todas as peças de Shakespeare, Os Dois Cavalheiros... possui o menor elenco e, consecutivamente, o menor número de personagens, e é a primeira peça sua em que uma heroína veste-se como um rapaz. Aborda os temas da amizade e da infidelidade. Para alguns, o destaque da peça vai para a personagem Launce, cavalheiro com Proteu, e seu cachorro Caranguejo.

## Data e texto
A data de criação de Os Dois Cavalheiros... é desconhecida, mas geralmente acredita-se ter sido um dos primeiros trabalhos de Shakespeare. A primeira fonte que se encontrou dessa peça é que ela está incluída em uma lista das peças de Shakespeare, em Palladis Tamia, de Francis Meres, publicado em 1598, mas pensa-se que pode ter sido escrita em princípios de 1590. É sugerido também que a manipulação da cena final da peça, é um sinal da falta de maturidade de Shakespeare como dramaturgo, o que reforçaria a ideia de que é uma de suas primeiras peças. A peça não foi impressa até 1623, quando apareceu no First Folio.